# Herman Wright
Herman Wright (* 20. Juni 1930; † 25. Juni 1997 in New York City) war ein US-amerikanischer Jazzmusiker (Kontrabass).

## Leben und Wirken
Wright, der aus Detroit stammte, spielte Mitte der 1950er-Jahre in Los Angeles mit Terry Pollard und Terry Gibbs, mit dem er 1956 nach New York zog. Dort arbeitete er in den späten 50er-Jahren u. a. mit Eddie Barefield, Cab Calloway, Lodi Carr, Dorothy Ashby und in Yusef Lateefs Quintett (Cry!...Tender, 1959). Im folgenden Jahrzehnt wirkte er außerdem bei Aufnahmen von Doug Watkins, George Shearing und bei Charles Mingus mit, den er 1962 im Birdland bei einem Titel am Bass vertrat, als dieser Piano spielte. Ferner arbeitete er mit Al Grey, Billy Mitchell, Dave Burns, Herman Foster, Chet Baker, Sonny Stitt und Mike Longo.  In den frühen 1970er-Jahren hatte er Engagements in New Yorker Jazzclubs mit dem Pianisten Nat Jones; außerdem leitete er ein eigenes Trio in dem Jazzclub Angry Squire. Um 1976 spielte er in Trio von Cedar Walton; 1978 trat er mit Archie Shepp in Paris auf (Maple Leaf Rag), 1988 spielte er in dessen Quintett mit Chet Baker (In Memory of) bzw. mit der Sängerin Annette Lowman (Lover Man). Im Bereich des Jazz war er von 1955 bis 1988 an 51 Aufnahmesessions beteiligt, u. a. mit Allen Ginsberg (Ginsberg Sings Blake, 1969). Der Drummer Austin „Paris“ Wright ist sein Sohn.